# Campionati italiani assoluti di atletica leggera 1909
I IV campionati italiani assoluti di atletica leggera si sono tenuti a Roma, precisamente a Piazza di Siena, il 4 e 5 giugno 1909. Furono assegnati otto titoli in altrettante discipline, tutti in ambito maschile. Si trattò del primo campionato organizzato dalla Federazione Italiana Sports Atletici con questa nuova denominazione. La corsa campestre, della lunghezza di 8 km, si disputò con partenza e arrivo all'Acqua Acetosa passando sotto Monte Antenne e ai Parioli.
A differenza dell'edizione precedente, non furono assegnati i titoli della maratona e mezza maratona, che furono invece assegnati rispettivamente il 19 settembre a Milano e il 3 ottobre a Firenze a Umberto Blasi e Armando Pagliani. Anche le gare della Marcia 10 km e 40 km si svolsero in campionati appositi a Firenze il 3 ottobre e a Milano il 19 settembre, con i titoli vinti da Pietro Fontana e Silla Del Sole.

## Risultati

### Le gare del 4-5 giugno a Roma
| Specialità             | Oro                                                   | Prestazione | Argento                                                | Prestazione | Bronzo                                                       | Prestazione |
| 100 m                  | Guido Brignone Ginnastica e Scherma Novara            | 11"2/5      | Angelo Rossi Unione Sportiva Treviso                   | a 3 metri   | Giuseppe Cicutti Forti e Liberi Udine                        | a 1 metro   |
| 400 m                  | Guido Brignone Ginnastica e Scherma Novara            | 53"4/5      | Massimo Cartasegna Sport Club Audace Torino            | 54"4/5      | Angelo Rossi Unione Sportiva Treviso                         | a 3 metri   |
| 1000 m                 | Massimo Cartasegna Sport Club Audace Torino           | 2'42"1/5    | Pietro Martina Unione Sportiva Treviso                 | a 10 metri  | Italo Mazzarocchi Società di Ginnastica e Scherma del Panaro | a spalla    |
| 5000 m                 | Ezio Cappellini Libertas Pistoia                      | 16'04"1/5   | Pericle Pagliani Società Podistica Lazio               | 16'20"0     | Guglielmo Becattini Itala Firenze                            | s/t         |
| 110 m hs               | Ezio Massa Società di Ginnastica e Scherma del Panaro | 18"4/5      | Alfredo Pagani Società Ginnastica Roma                 | a 50 cm     | Guido Brignone Ginnastica e Scherma Novara                   | a 3 metri   |
| 1200 m siepi           | Massimo Cartasegna Sport Club Audace Torino           | 3'41"4/5    | Pietro Martina Unione Sportiva Treviso                 | a 5 metri   | Amilcare Zorzenone Unione Sportiva Treviso                   | s/t         |
| Marcia 1500 m          | Pietro Fontana Sport Club Busto Arsizio               | 6'31"2/5    | Antonio Pittarello Società Podistica Ginnastica Padova | 6'35"0      | Carlo Piccinini Associazione Sportiva La Fratellanza 1874    | s/t         |
| Corsa campestre (8 km) | Pericle Pagliani Società Podistica Lazio              | 33'00"      | Guido Veroni Itala Firenze                             | a 200 metri | Guglielmo Becattini Itala Firenze                            | s/t         |

### La maratona e la marcia 40 km del 19 settembre a Milano
| Specialità       | Oro                                       | Prestazione | Argento                                       | Prestazione | Bronzo                                       | Prestazione |
| Maratona (40 km) | Umberto Blasi Velo Club Gallarate         | 2h36'30"    | Antonio Morbelli Forza e Coraggio Alessandria | 2h40'37"    | Francesco Quarieri Unione Ginnastica Voghera | 3h02'00"    |
| Marcia 40 km     | Silla Del Sole Società Sportiva Alba Roma | 3h56'30"    | Angelo Coccia Cristoforo Colombo Roma         | 4h07'00"    | Armando Pretto di Milano                     | 4h13'00"    |

### La mezza maratona e la marcia 10000 metri del 3 ottobre a Firenze
| Specialità             | Oro                                     | Prestazione | Argento                              | Prestazione | Bronzo                                     | Prestazione |
| Mezza maratona (20 km) | Armando Pagliani La Patria Carpi        | 1h11'22"3/5 | Giovanni Bisso Sport Pedestre Genova | a 10 metri  | Guglielmo Becattini Itala Firenze          | a 80 metri  |
| Marcia 10 000 m        | Pietro Fontana Sport Club Busto Arsizio | 46'42"      | Carlo Romigialli Itala Firenze       | 48'52"      | Donato Pavesi Post Resurgo Libertas Milano | 49'12"      |